# Ablerus pullicornis
Ablerus pullicornis är en stekelart som beskrevs av Girault 1931. Ablerus pullicornis ingår i släktet Ablerus och familjen växtlussteklar. Inga underarter finns listade i Catalogue of Life.